# Eccellenza Piemonte-Valle d'Aosta 2005-2006
Il campionato italiano di calcio di Eccellenza regionale 2005-2006 è stato il quindicesimo organizzato in Italia. Rappresenta il sesto livello del calcio italiano.
Questi sono i gironi organizzati dal comitato regionale che raccolgono le formazioni piemontesi e valdostane.

## Girone A

### Squadre partecipanti
| Squadra                         | Città                    |
| ------------------------------- | ------------------------ |
| U.S. Acqui                      | Acqui Terme (AL)         |
| A.C. Asti                       | Asti (AT)                |
| U.S. Biella Villaggio Larmamora | Biella (BI)              |
| Borgosesia Calcio               | Borgosesia (VC)          |
| A.C. Canelli                    | Canelli (AT)             |
| U.S. Castellazzo Bormida        | Castellazzo Bormida (AL) |
| Derthona F.B.C. 1908            | Tortona (AL)             |
| A.S. Fulgor Valdengo Tollegno   | Valdengo (BI)            |
| A.C. Gozzano                    | Gozzano (NO)             |
| U.S. Novese                     | Novi Ligure (AL)         |
| U.S. Sale Piovera               | Sale Piovera (AL)        |
| A.S.D. Santhià Calcio           | Santhià (VC)             |
| A.S. Sparta Vespolate           | Novara (NO)              |
| A.S. Sunese                     | Suno (NO)                |
| U.S. Varalpombiese              | Varallo Pombia (NO)      |
| A.S.D. Verbania Calcio          | Verbania (VB)            |

### Classifica
|  | Pos. | Squadra                    | Pt | G  | V  | N  | P  | GF | GS | DR  |
|  | ---- | -------------------------- | -- | -- | -- | -- | -- | -- | -- | --- |
|  | 1.   | Canelli                    | 57 | 30 | 16 | 9  | 5  | 55 | 33 | +22 |
|  | 2.   | Biella Villaggio Lamarmora | 56 | 30 | 15 | 11 | 4  | 51 | 29 | +22 |
|  | 3.   | Borgosesia                 | 56 | 30 | 16 | 8  | 6  | 43 | 24 | +19 |
|  | 4.   | Asti                       | 54 | 30 | 16 | 6  | 8  | 48 | 39 | +9  |
|  | 5.   | Acqui                      | 54 | 30 | 15 | 9  | 6  | 49 | 25 | +24 |
|  | 6.   | Sale Piovera               | 50 | 30 | 14 | 8  | 8  | 39 | 28 | +11 |
|  | 7.   | Castellazzo Bormida        | 47 | 30 | 13 | 8  | 9  | 49 | 45 | +4  |
|  | 8.   | Derthona                   | 42 | 30 | 10 | 12 | 8  | 37 | 30 | +7  |
|  | 9.   | Gozzano                    | 41 | 30 | 11 | 8  | 11 | 45 | 36 | +9  |
|  | 10.  | Sunese                     | 37 | 30 | 9  | 10 | 11 | 35 | 35 | 0   |
|  | 11.  | Varalpombiese              | 35 | 30 | 10 | 5  | 15 | 36 | 43 | -7  |
|  | 12.  | Novese                     | 32 | 30 | 8  | 8  | 14 | 32 | 43 | -11 |
|  | 13.  | Santhià                    | 31 | 30 | 6  | 13 | 11 | 36 | 43 | -7  |
|  | 14.  | Sparta Vespolate           | 25 | 30 | 7  | 4  | 19 | 32 | 59 | -27 |
|  | 15.  | Verbania                   | 23 | 30 | 6  | 5  | 19 | 23 | 57 | -34 |
|  | 16.  | Fulgor Valdengo Tollegno   | 16 | 30 | 4  | 4  | 22 | 22 | 63 | -41 |

### Spareggio 4º posto
| Squadra 1 | Risultato   | Squadra 2 |
| --------- | ----------- | --------- |
| Asti      | 2 - 1 (dts) | Acqui     |

| 2006 | Asti | 2 – 1 (d.t.s.) | Acqui |  |

### Play-off

#### Semifinale
| Squadra 1 | Totale | Squadra 2  | Andata | Ritorno |
| --------- | ------ | ---------- | ------ | ------- |
| Asti      | 1 - 2  | Borgosesia | 0 - 1  | 1 - 1   |

| 2006 Semifinale - andata | Asti | 0 – 1 | Borgosesia |  |

| 2006 Semifinale - ritorno | Borgosesia | 1 – 1 | Asti |  |

#### Finale
| Squadra 1  | Totale | Squadra 2     | Andata | Ritorno |
| ---------- | ------ | ------------- | ------ | ------- |
| Borgosesia | 3 - 3  | Biella V.L.M. | 2 - 2  | 1 - 1   |

| 2006 Finale - andata | Borgosesia | 2 – 2 | Biella V.L.M. |  |

| 2006 Finale - ritorno | Biella V.L.M. | 1 – 1 | Borgosesia |  |

### Play-out
| Squadra 1        | Totale | Squadra 2 | Andata | Ritorno |
| ---------------- | ------ | --------- | ------ | ------- |
| Sparta Vespolate | 1 - 2  | Santhià   | 1 - 2  | 0 - 0   |

| 2006 Play-out - andata | Sparta Vespolate | 1 – 2 | Santhià |  |

| 2006 Play-out - ritorno | Santhià | 0 – 0 | Sparta Vespolate |  |

## Girone B

### Squadre partecipanti
| Squadra                   | Città                  |
| ------------------------- | ---------------------- |
| U.S. Bra                  | Bra (CN)               |
| U.S. Nova Colligiana      | Asti (AT)              |
| Pol. Busca calcio 2001    | Busca (CN)             |
| Pool Cirievauda           | Vauda Canavese (TO)    |
| A.S.C. Centallo Paven     | Centallo (CN)          |
| A.S. Pro Settimo          | Settimo Torinese (TO)  |
| U.S. Cheraschese brc 1904 | Cherasco (CN)          |
| U.S. Rivarolese 1906      | Rivarolo Canavese (TO) |
| A.S. Chisola calcio       | Vinovo (TO)            |
| A.C. Rivoli               | Rivoli(TO)             |
| A.S.D. Collegno calcio    | Collegno (TO)          |
| A.C. Settimo              | Settimo Torinese (TO)  |
| A.S.D. Fossano calcio     | Fossano (CN)           |
| U.S. Sommariva Perno      | Sommariva Perno (CN)   |
| A.C. Lucento              | Torino (TO)            |
| Valle d'Aosta Sarre       | Aosta (AO)             |

### Classifica
|  | Pos. | Squadra             | Pt | G  | V  | N  | P  | GF | GS | DR  |
|  | ---- | ------------------- | -- | -- | -- | -- | -- | -- | -- | --- |
|  | 1.   | Rivarolese          | 68 | 30 | 21 | 5  | 4  | 49 | 20 | +29 |
|  | 2.   | Nova Colligiana     | 54 | 30 | 15 | 9  | 6  | 47 | 29 | +18 |
|  | 3.   | Pool Cirievauda     | 50 | 30 | 14 | 8  | 8  | 42 | 25 | +17 |
|  | 4.   | Bra                 | 50 | 30 | 15 | 5  | 10 | 36 | 26 | +10 |
|  | 5.   | Collegno            | 49 | 30 | 14 | 7  | 9  | 52 | 34 | +18 |
|  | 6.   | Lucento             | 47 | 30 | 13 | 8  | 9  | 56 | 49 | +7  |
|  | 7.   | Rivoli              | 41 | 30 | 11 | 8  | 11 | 39 | 46 | -7  |
|  | 8.   | Sommariva Perno     | 39 | 30 | 10 | 9  | 11 | 38 | 34 | +4  |
|  | 9.   | Settimo             | 37 | 30 | 9  | 10 | 11 | 30 | 38 | -8  |
|  | 10.  | Fossano             | 37 | 30 | 10 | 7  | 13 | 25 | 34 | -9  |
|  | 11.  | Chisola             | 32 | 30 | 8  | 8  | 14 | 31 | 53 | -22 |
|  | 12.  | Valle d'Aosta Sarre | 31 | 30 | 10 | 7  | 13 | 33 | 38 | -5  |
|  | 13.  | Busca               | 31 | 30 | 6  | 13 | 11 | 24 | 30 | -6  |
|  | 14.  | Cheraschese         | 28 | 30 | 7  | 7  | 16 | 29 | 44 | -15 |
|  | 15.  | Centallo            | 28 | 30 | 6  | 10 | 14 | 28 | 46 | -18 |
|  | 16.  | Pro Settimo         | 28 | 30 | 7  | 7  | 16 | 38 | 51 | -13 |

### Spareggio 12º posto
| Squadra 1           | Risultato | Squadra 2 |
| ------------------- | --------- | --------- |
| Valle d'Aosta Sarre | 2 - 1     | Busca     |

| 2006 | Valle d'Aosta Sarre | 2 – 1 | Busca |  |

### Spareggio 14º posto
| Squadra 1   | Risultato | Squadra 2 |
| ----------- | --------- | --------- |
| Cheraschese | 2 - 1     | Centallo  |

| 2006 | Cheraschese | 2 – 1 | Centallo |  |

### Play-off

#### Semifinale
| Squadra 1 | Totale | Squadra 2       | Andata | Ritorno     |
| --------- | ------ | --------------- | ------ | ----------- |
| Bra       | 2 - 1  | Pool Cirievauda | 1 - 0  | 1 - 1 (dts) |

| 2006 Semifinale - andata | Bra | 1 – 0 | Pool Cirievauda |  |

| 2006 Semifinale - ritorno | Pool Cirievauda | 1 – 1 (d.t.s.) | Bra |  |

#### Finale
| Squadra 1 | Totale | Squadra 2       | Andata | Ritorno |
| --------- | ------ | --------------- | ------ | ------- |
| Bra       | 0 - 2  | Nova Colligiana | 0 - 0  | 0 - 2   |

| 2006 Finale - andata | Bra | 0 – 0 | Nova Colligiana |  |

| 2006 Finale - ritorno | Nova Colligiana | 2 – 0 | Bra |  |

### Play-out
| Squadra 1   | Totale | Squadra 2 | Andata | Ritorno |
| ----------- | ------ | --------- | ------ | ------- |
| Cheraschese | 1 - 4  | Busca     | 0 - 3  | 1 - 1   |

| 2006 Play-out - andata | Cheraschese | 0 – 3 | Busca |  |

| 2006 Play-out - ritorno | Busca | 1 – 1 | Cheraschese |  |